# Бондаренко Валерій Сергійович
Валерій Сергійович Бондаренко (3 лютого 1994, Київ, Україна) — український футболіст, центральний захисник «Колоса».

## Життєпис
Валерій Бондаренко народився 3 лютого 1994 року. У ДЮФЛУ виступав у складі київських «Зміни-Оболонь» (2007) та «Арсенала» (2008—2011). З 2012 по 2014 роки виступав у складі юнацьких та молодіжних команд столичного «Арсенала». В складі юних канонірів зіграв 51 матч та відзначився 3-ма голами.
В серпні 2014 року підписав контракт з «Торпедо» (Кутаїсі), який виступав у Лізі Умаглесі. У складі грузинського клубу в національному чемпіонаті зіграв 12 матчів та відзначився 1 голом, ще 2 поєдинки провів у кубку Грузії.
На початку 2015 року повернувся в Україну та підписав контракт зі стрийською «Скалою». У складі західноукраїнського клубу дебютував 4 квітня 2015 року в програному (0:2) домашньому матчі 18-го туру другої ліги чемпіонату України проти київського «Оболонь-Бровар». Бондаренко вийшов на поле в стартовому складі та відіграв увесь матч, а на 57-ій хвилині отримав жовту картку. Дебютним голом у футболці стрийської команди відзначився 1 листопада 2013 року в домашньому матчі 15-го туру другої ліги чемпіонату України проти «Нікополя-НПГУ». Поєдинок завершився перемогою «Скали» з рахунком 2:1. Валерій вийшов на поле в стартовому складі та відіграв увесь поєдинок, а на 72-ій хвилині відзначився голом. Загалом у складі стрийської команди в чемпіонатах України зіграв 53 матчі та відзначився 4-ма голами, ще 1 матч у складі клубу зіграв у кубку України.
Після новорічних свят відправився на тренувальний збір в Туреччину разом з «Олександрією». 2 лютого 2017 року на правах вільного агента перейшов до складу ФК «Олександрії», контракт розрахований до кінця травня 2019 року. У футболці олександрійців дебютував 25 лютого 2016 року в переможному (6:0) домашньому поєдинку 19-го туру Прем'єр-ліги України проти луцької «Волині». У цьому матчі Валерій вийшов на поле на 78-ій хвилині, замінивши Антона Шендріка. Загалом у складі олександрійської команди в чемпіонатах України провів 48 матчів, у яких забив 2 м'ячі.
23 січня 2019 року підписав 5-річний контракт з донецьким «Шахтарем». Дебютував за «гарників» 30 травня у виїзному матчі останнього туру чемпіонату 2018/19 проти «Львова» (0:3), а вже 28 червня 2019 року був відданий в оренду португальській «Віторії» (Гімарайнш). Бондаренко відзначився голом у дебютному офіційному матчі за португальську команду, вийшовши в основі в кубковому матчі проти «Фейренсі» і відзначившись вже на 10-й хвилині зустрічі, замкнувши головою подачу з кутового. Цей гол залишився єдиним в матчі і вивів «Вікторію» в наступний раунд. Втім основним гравцем португальської команди українець так і не став, зігравши за сезон лише 8 ігор у Прімейра-лізі.
На початку жовтня 2020 року Бондаренко повернувся до «Олександрії», куди був відданий в оренду до кінця сезону.

## Стиль гри
Його антропометричні дані дозволяють добре грати головою, що допомагає вигравати практично всі верхові дуелі. Також у Валерія Бондаренка відмінний перший пас, який дозволяє швидко перейти від оборони до атаки.